# Frans Mintjens
Frans Mintjens (Westmalle, 23 november 1946) is een Belgisch voormalig wielrenner.

## Carrière
Mintjens nam deel aan 11 grote rondes die hij allemaal uitreed, zijn beste resultaat was een 20e plaats in de ronde van Italië van 1972. Hij reed ook meerdere klassiekers met als beste resultaat een 5e plaats in de Ronde van Vlaanderen van 1971. Hij won enkele kleinere wedstrijden en vier ploegentijdritten in de Tour. Hij nam in 1968 deel aan de Olympische Zomerspelen in de ploegentijdrit.

## Overwinningen
1968
Ster van Bladel
Grote Prijs van ´t Heiken Ereprijs material
7e etappe Ronde van de Toekomst
1969
GP Pino Cerami
1e etappe deel b Ronde van Frankrijk (TTT)
1970
Ronde van Oost-Vlaanderen
3e etappe deel a Ronde van Frankrijk (TTT)
Sint-Lenaarts
1972
Criterium van De Panne
3e etappe deel b Ronde van Frankrijk (TTT)
1973
Oud-Turnhout
6e etappe deel b Ronde van Frankrijk (TTT)
1975
Sint-Amands
1976
Kessel-Lier

## Resultaten in de voornaamste wedstrijden
| Jaar | Ronde van Italië | Ronde van Frankrijk | Ronde van Spanje |
| ---- | ---------------- | ------------------- | ---------------- |
| 1969 |                  | 76e                 |                  |
| 1970 | 49e              | 75e                 |                  |
| 1971 |                  | 57e                 |                  |
| 1972 | 20e              | 37e                 |                  |
| 1973 | 26e              |                     | 50e              |
| 1974 | 74e              | 83e                 |                  |
| 1975 |                  | 56e                 |                  |

| Jaar | Milaan-San Remo | Gent-Wevelgem | Ronde van Vlaanderen | Luik-Bast.‑Luik |
| ---- | --------------- | ------------- | -------------------- | --------------- |
| 1969 |                 | 36e           |                      | 25e             |
| 1970 |                 |               |                      | 20e             |
| 1971 |                 | 23e           | 5e                   |                 |
| 1972 |                 | 48e           | 49e                  |                 |
| 1973 | 24e             | 6e            | 23e                  | 53e             |
| 1974 | 110e            |               |                      | 47e             |
| 1975 |                 | 29e           |                      | 39e             |

Wielerploegen van Frans Mintjens
Antheunis ·
Bailetti ·
Brands ·
Conti ·
De Rosso ·
Delocht ·
Desaymonet ·
Di Caterina ·
Farisato ·
Merckx ·
Mintjens ·
Opdebeeck ·
Re ·
Reybrouck ·
Scandelli ·
Scheers ·
Sercu ·
Soave ·
Spruyt ·
Stevens ·
Swerts ·
Van De Kerckhove ·
Van Den Bossche ·
Van Schil ·
Van Sweevelt ·
Vandenberghe ·
Vrijders
Antheunis ·
Bruyère ·
Campagnari ·
Delocht ·
Desaymonet ·
Di Caterina ·
Farisato ·
Hermie ·
Huysmans ·
Kindt ·
Merckx ·
Mintjens ·
Monty ·
Re ·
Scandelli ·
Scheers ·
Spruyt ·
Stevens ·
Swerts ·
Van De Vijver ·
Van Schil ·
Vandenberghe ·
Zilioli
Antheunis ·
Barras ·
Basso ·
Bellini ·
Bruyère ·
Castelletti ·
Deschoenmaecker ·
Favaro (vanaf 01/04) ·
Huysmans ·
Merckx  ·
Mintjens ·
Santambrogio ·
Spruyt ·
Stevens ·
Swerts ·
Tosello ·
Tumellero ·
Van Coningsloo ·
Van Den Bossche ·
Van Der Linden ·
Van Lint ·
Van Schil ·
Vanspringel ·
Wagtmans
Barras ·
Bellini ·
Bruyère ·
Deschoenmaecker ·
Huysmans ·
In 't Ven ·
Lievens ·
Merckx  ·
Mintjens ·
Spruyt ·
Swerts ·
Tosello ·
Tumellero ·
Van Coningsloo ·
Van Den Bossche ·
Van Der Linden ·
Van Schil ·
Vanspringel ·
Van Vlierden
Bellini ·
Bruyère ·
Deschoenmaecker ·
Di Lorenzo ·
Huysmans ·
In 't Ven ·
Janssens ·
Lievens ·
Martin ·
Merckx ·
Mintjens ·
Parecchini ·
Rottiers ·
Spileers ·
Spruyt ·
Swerts ·
Van Braeckel ·
Van Den Bossche ·
Van Der Linden ·
Van Schil
Berckmans ·
Bruyère ·
De Buysschere ·
Deschoenmaecker ·
Delcroix ·
Huysmans ·
Janssens ·
Lievens ·
Martin ·
Merckx  ·
Mintjens ·
Rosiers ·
Rottiers ·
Spileers ·
Spruyt ·
Van Braeckel ·
Van Schil ·
Van Vlierberghe
Berckmans ·
Beyssens ·
Bruyère ·
De Buysschere ·
Deschoenmaecker ·
Delcroix ·
Huysmans ·
Janssens ·
Kaye ·
Lievens ·
Merckx  ·
Mintjens ·
Rottiers ·
Spruyt ·
Van Hoof ·
Van Looy ·
Van Schil
Bal ·
Berckmans ·
Borguet ·
Bruyère ·
De Beule ·
Deschoenmaecker ·
Delcroix ·
Draux ·
Huysmans ·
Janssens ·
Kaye ·
Lievens ·
Merckx ·
Mintjens ·
Rottiers ·
Spruyt ·
Swerts ·
Van Looy ·
Van Schil
Bal ·
Bouloux ·
Bruyère ·
De Beule ·
Deschoenmaecker ·
Delcroix ·
Draux ·
Huysmans ·
Janssens ·
Martin ·
Merckx ·
Mintjens ·
Molinéris ·
Rottiers ·
Sercu · 
Swerts